# Austin 10
El Austin Ten es un coche pequeño que fue producido por Austin. Salió a la luz el 19 de abril de 1932, convirtiéndose en el coche más vendido de la década de los 30, con mejoras hasta 1947. Se encuadró entre el «pequeño» Austin 7 de 1922 y varios Austin Twelve que se actualizaron en enero de 1931.

## Diseño
El diseño del coche era conservador, con un cuerpo de acero prensado construido en un chasis escalado. El chasis fue diseñado para dar menor altura al coche, reduciendo hasta 70 mm. El motor de cuatro cilindros y 1125 cc produce 21 CV (16 kW), de propulsión trasera y con una caja de cambios de 4 velocidades. La suspensión era de ballestas semielípticas sobre unos silentbloc que absorbían los impactos. Los frenos a las cuatro ruedas iban por cable desde el pedal, aunque también había un freno con una palanca de mano junto a la palanca de marchas. El sistema eléctrico funcionaba a 6 voltios. Durante el primer año solo se fabricó en dos versiones el modelo sedán. El precio del modelo básico era de £155 y era capaz de alcanzar 89 km/h. Las versiones «Sunshine» o «De-Luxe», con tapizado de cuero y techo corredizo, estaban en £168. Los parachoques fueron posteriores. El chasis estuvo tasado en £120.

Primeros Austin 10
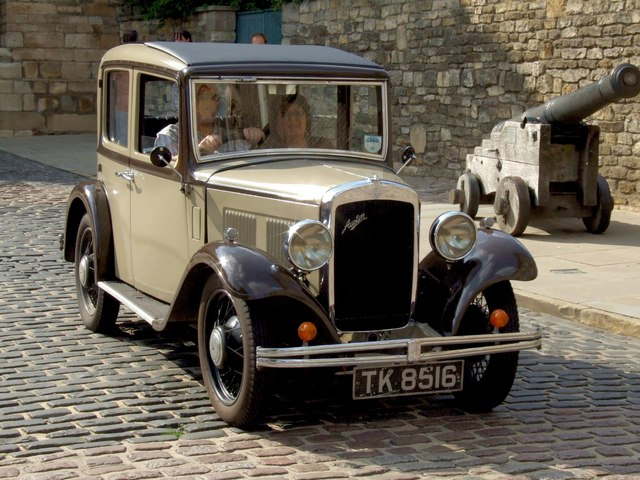
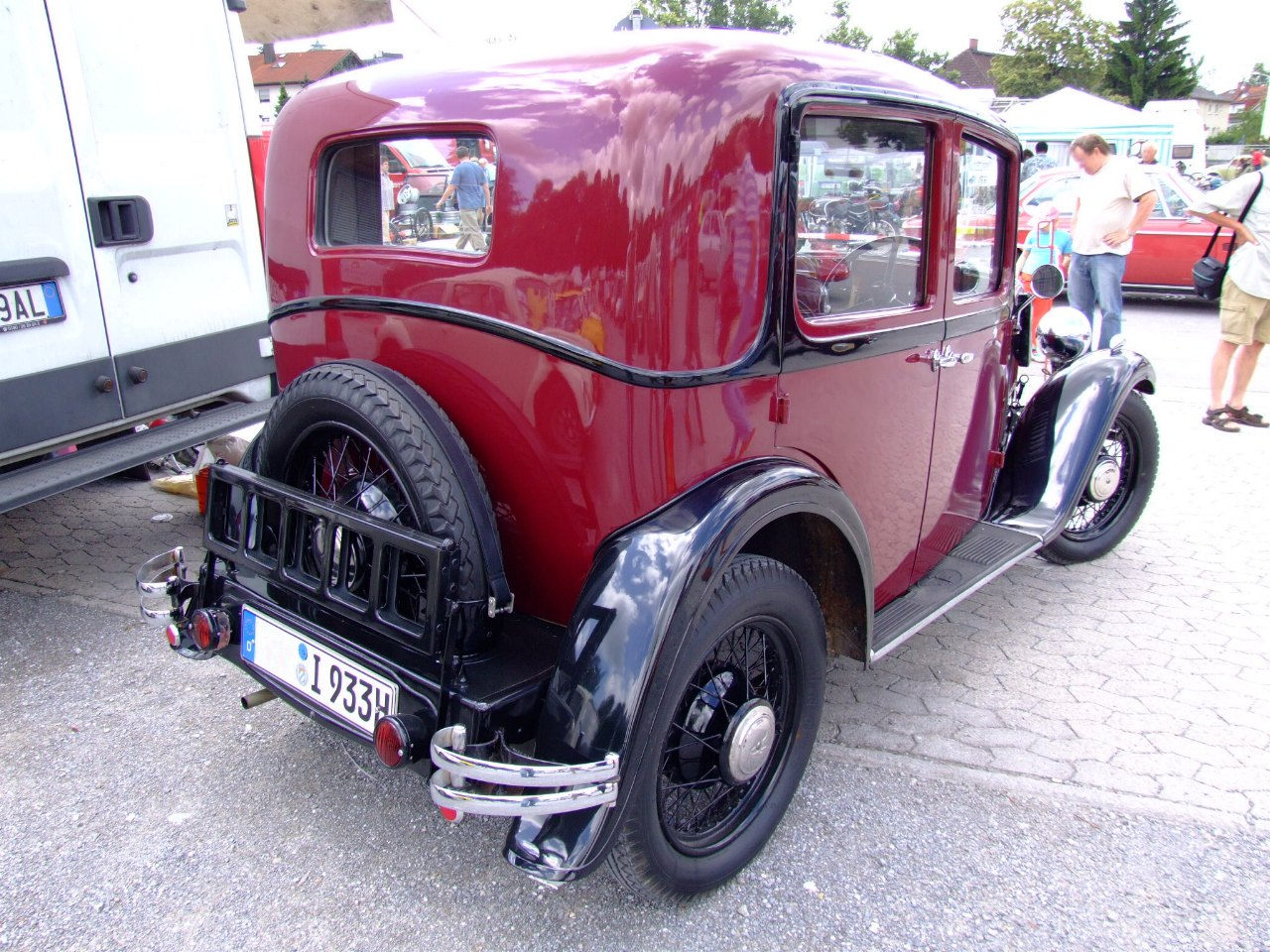
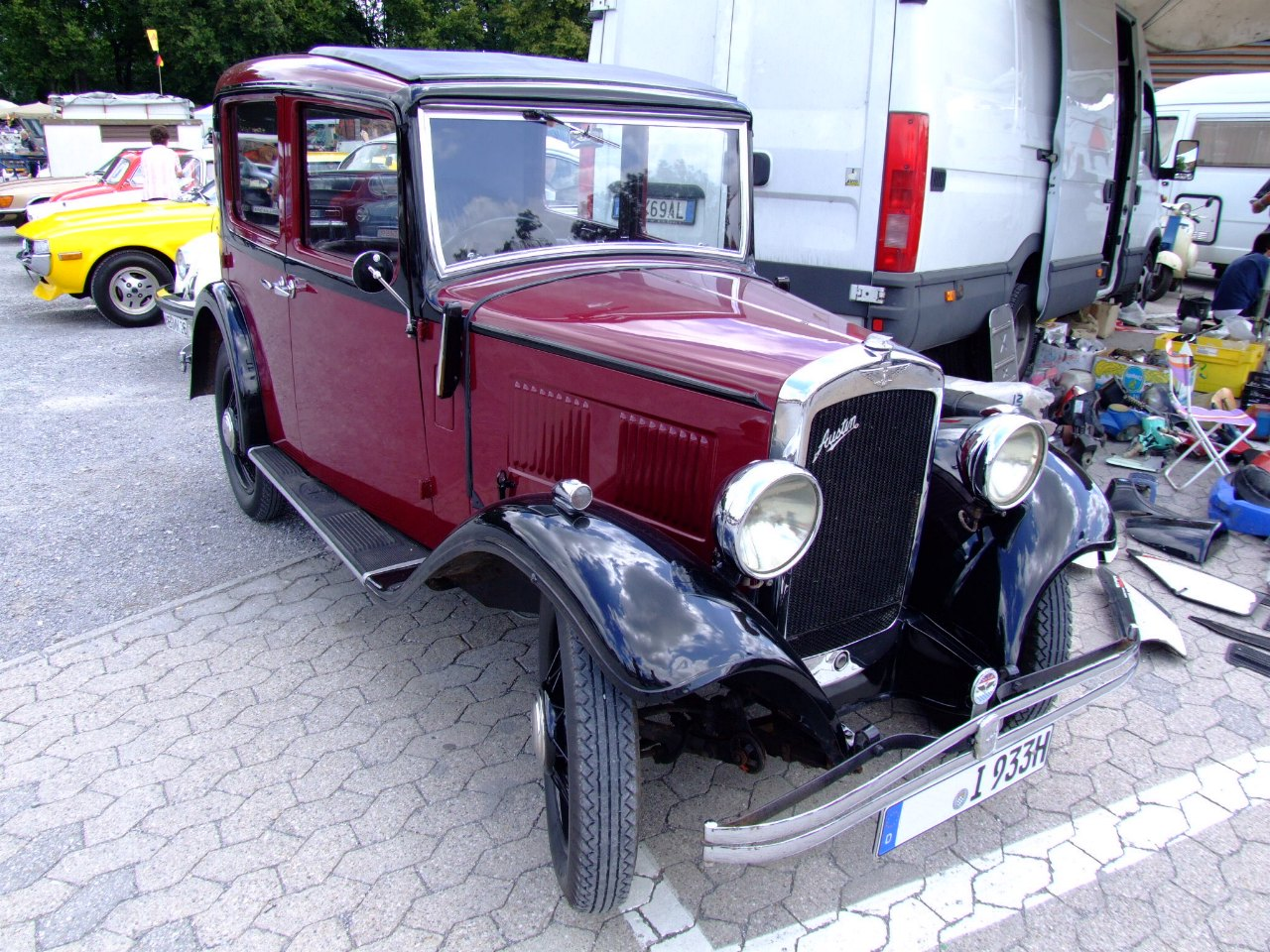

## Prueba en carretera
«La velocidad más confortable son las 55 millas por hora, [...] entre 30 y 35 es una velocidad crucero sin apenas usar el acelerador... La delicia de un automóvil radica en que corra fácilmente y se mantenga en la carretera.»
Motoring Correspondent, The Times

Variantes
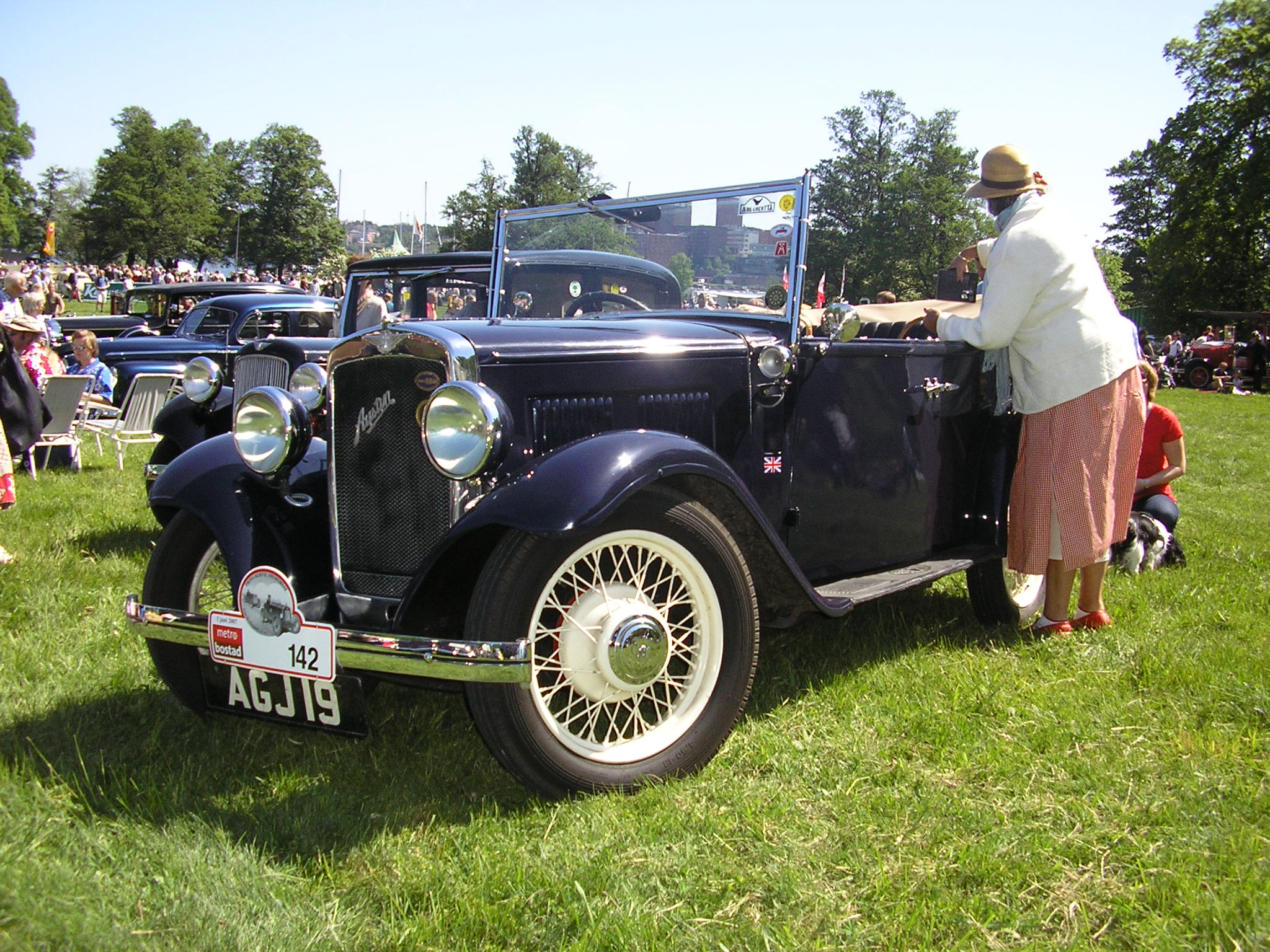
Turismo Open Road
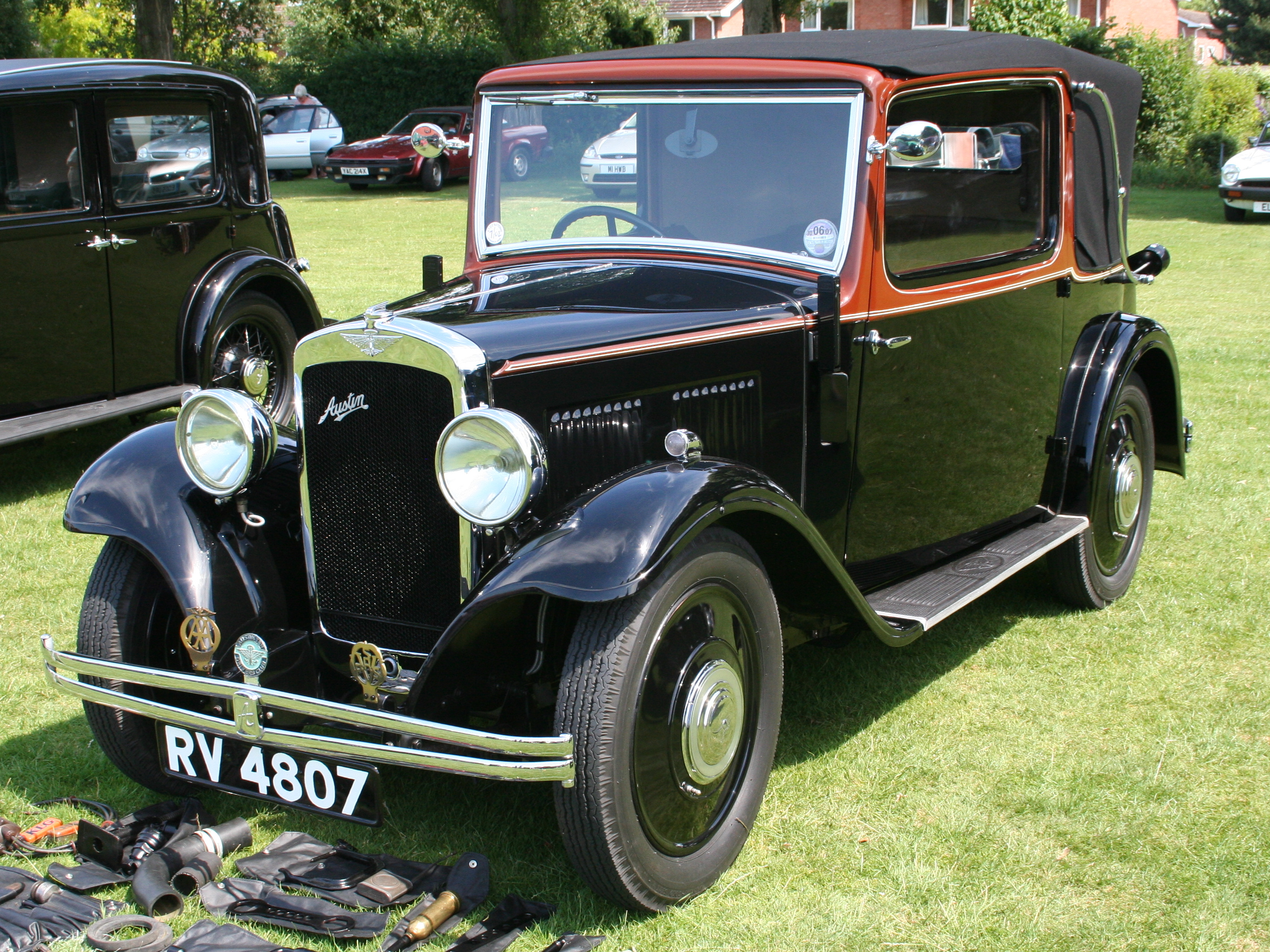
Cabriolet Colwyn
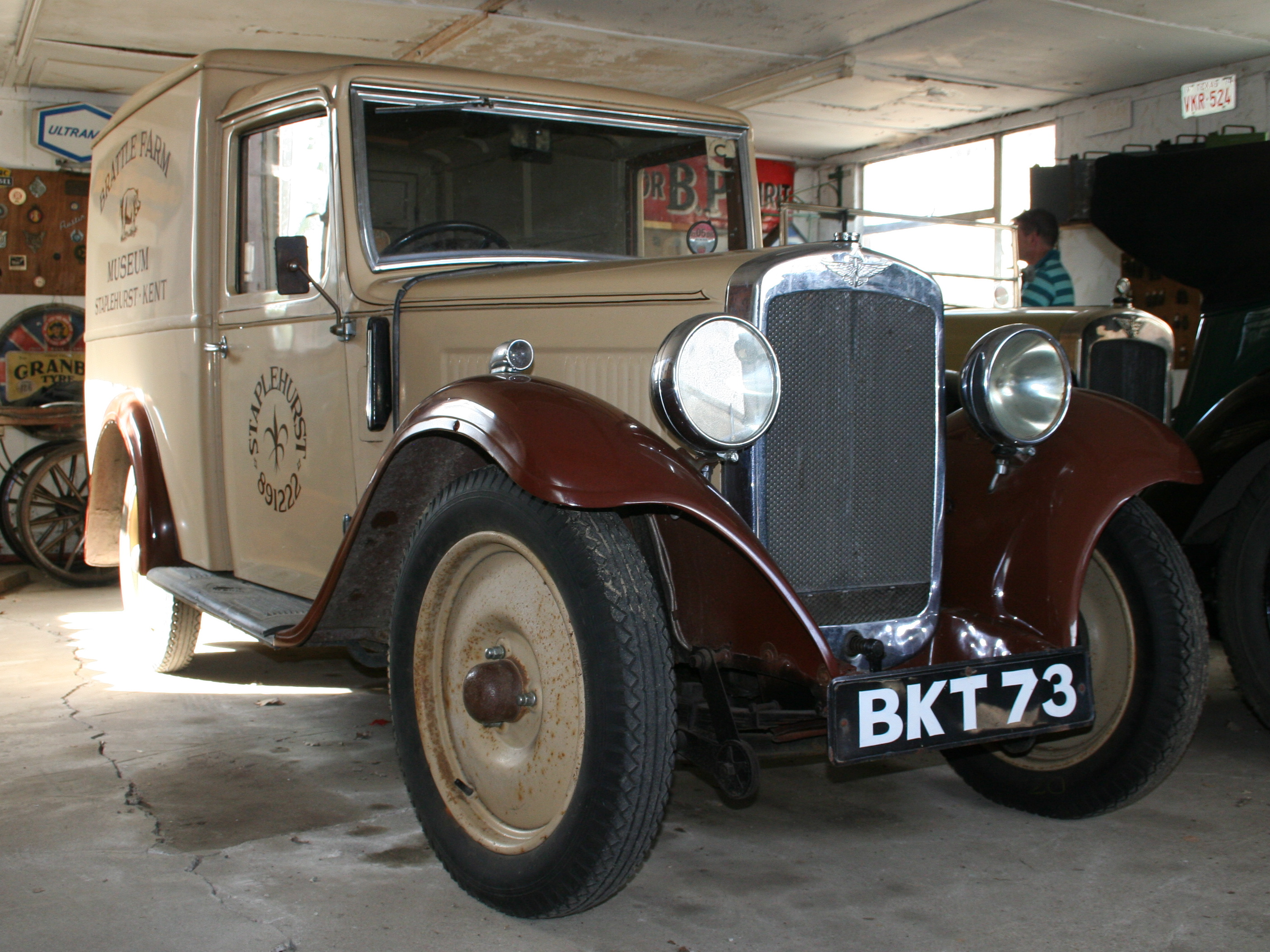
Furgón

En 1933 se unió a los sedanes otros modelos dos plazas o el turismo Open Road, un Colwyn cabriolet y una furgoneta. Un modelo deportivo, que alcanzaba 105 km/h y 30 CV en 1934. En 1934 se aplicaron mejoras mecánicas, chasis más fuerte, transmisión manual y sistema eléctrico de 12 voltios.

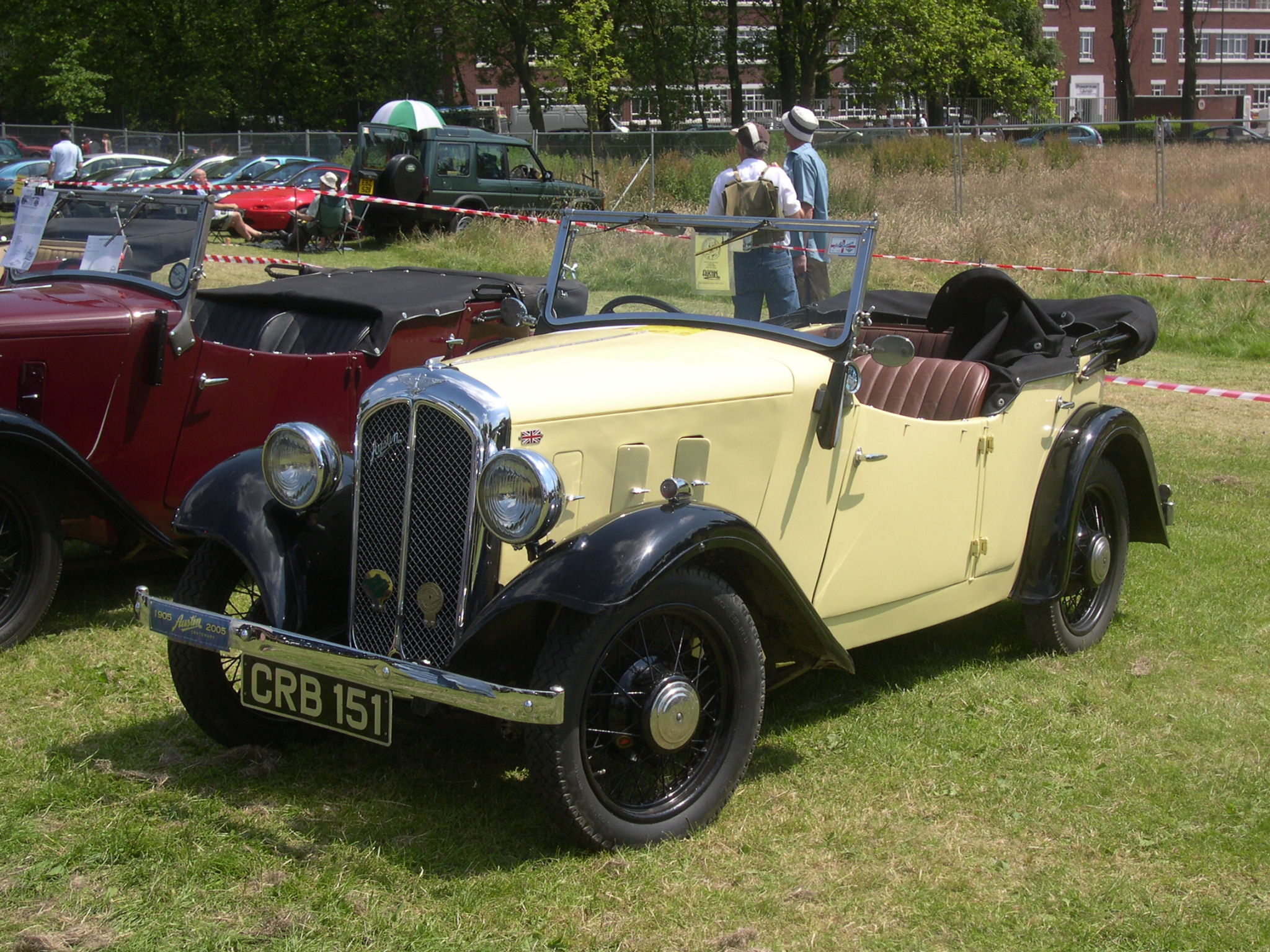
Turismo deportivo Ripley (1934)

El Ripley fue un turismo cuatro puertas deportivo. Su motor se mejoró, con un carburador Zenith, nuevos juegos de colectores de admisión y un árbol de levas optimizado, lo que conseguía hasta 30 CV.
Austin ahora incluía 5 «deportivos»:
- Dos plazas del 7: Speedy y Nippy
- Sedán deportivo del 10: Ripley
- Turismo deportivo del 12-6: Newbury y sedán deportivo Kempton[5]

## Lavado de cara de 1935
El primer cambio estilístico tuvo lugar en agosto de 1934, con un cambio en el radiador que consistía en sustituir el metal que lo recubría por un marco pintado del color de la carrocería y proporcionándole una pequeña pendiente. Se añadió una transmisión manual synchromesh a la segunda marcha y unos limpiaparabrisas dobles, intermitentes (que funcionaban con el volante) y una lámpara funcional desde el pie. El motor se simplificó, adoptando una ignición automática, un control de voltaje compensado. La versión sedán recibió el nombre Lichfield y tenía una trasera más prominente que escondía la rueda de repuesto. Durante 1935 los amortiguadores de fricción se sustituyeron por unos hidráulicos.

Sedanes Lichfield, cabriolet y turismo
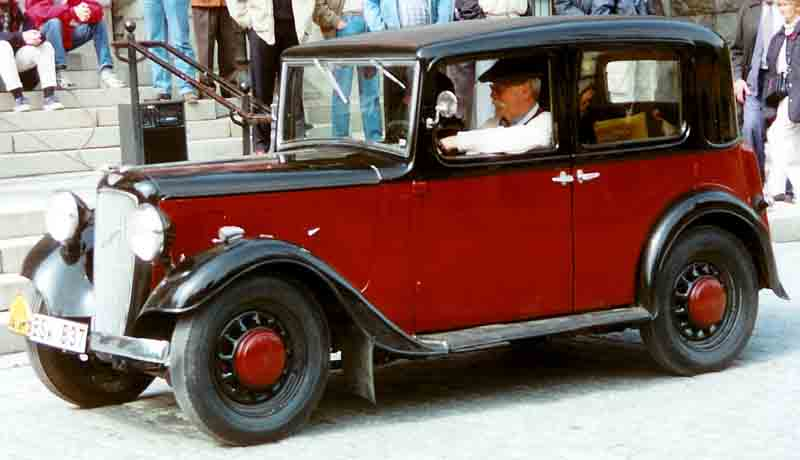
Lichfield 4 puertas (1935)
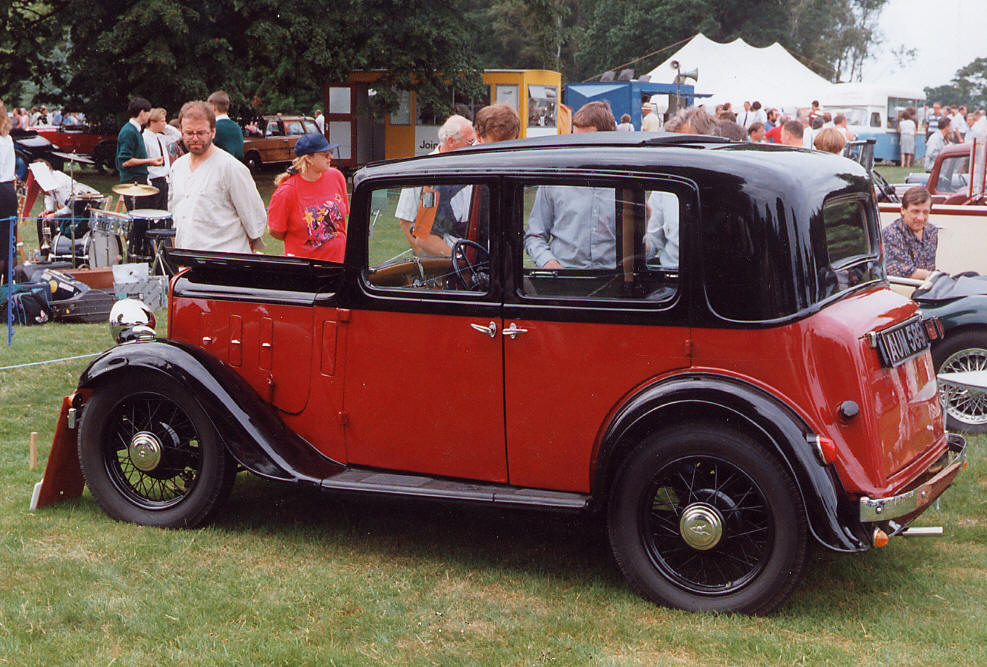
Lichfield sedán con nueva trasera
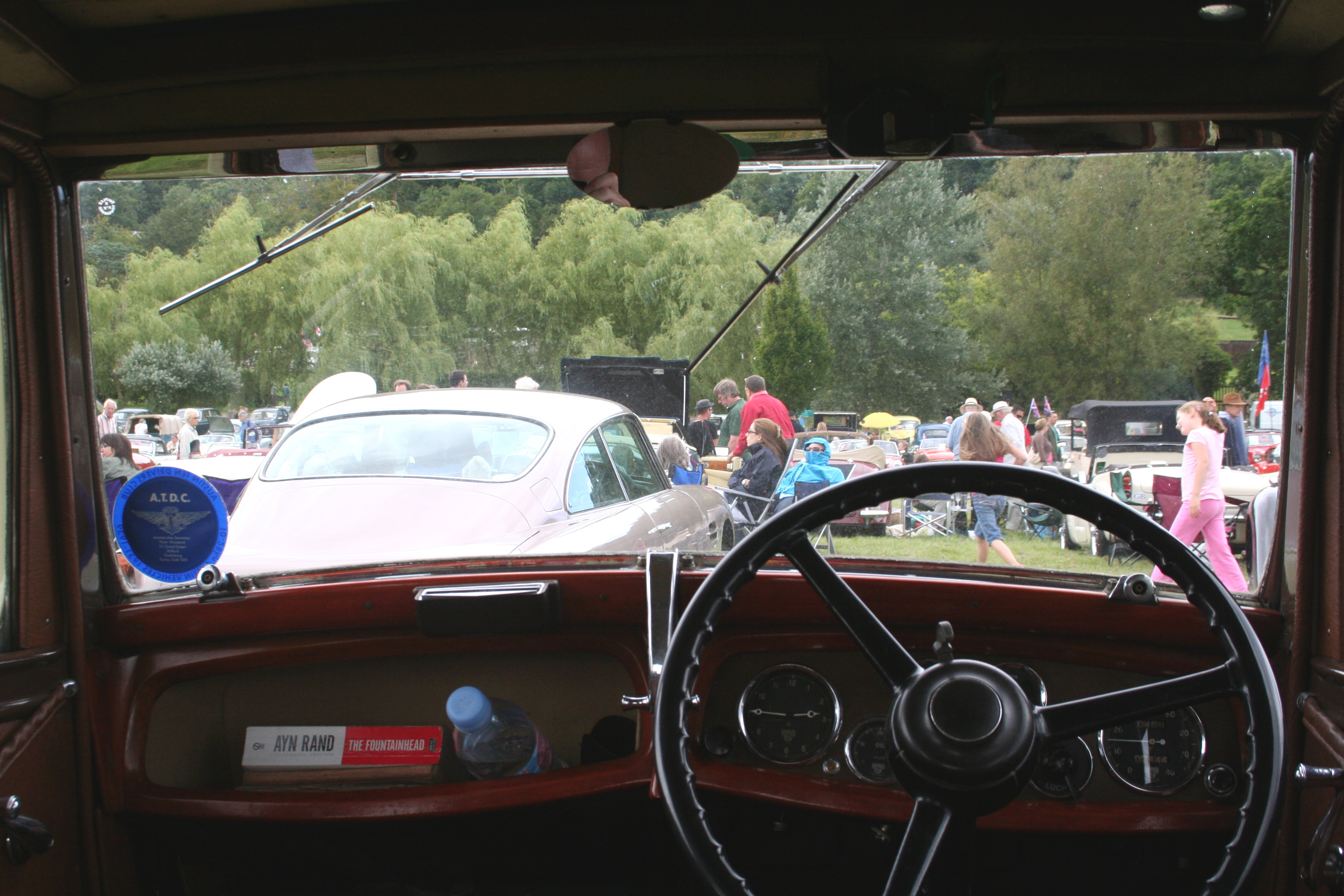
Interior de Lichfield
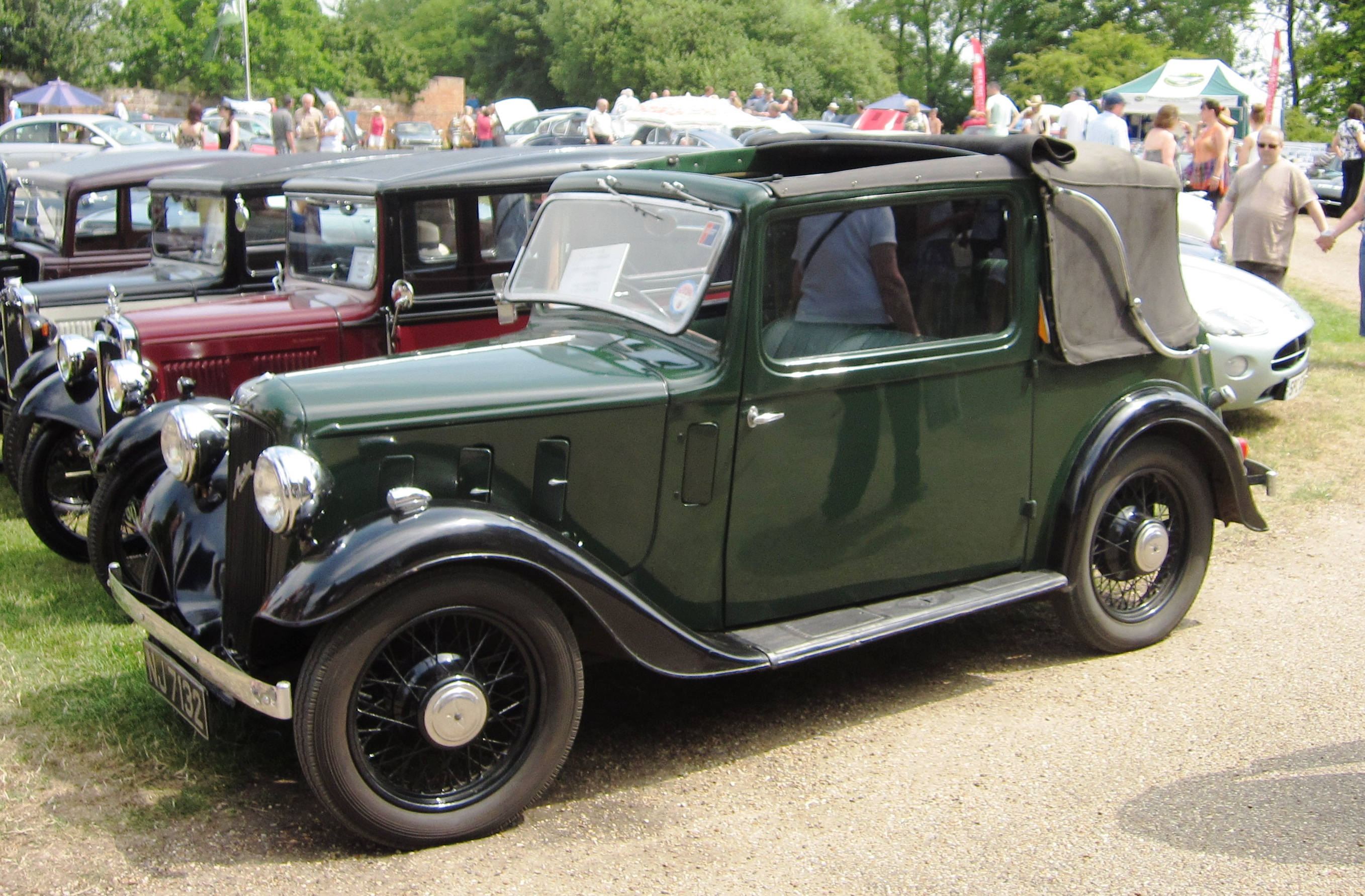
Cabrio Colwyn (1935)
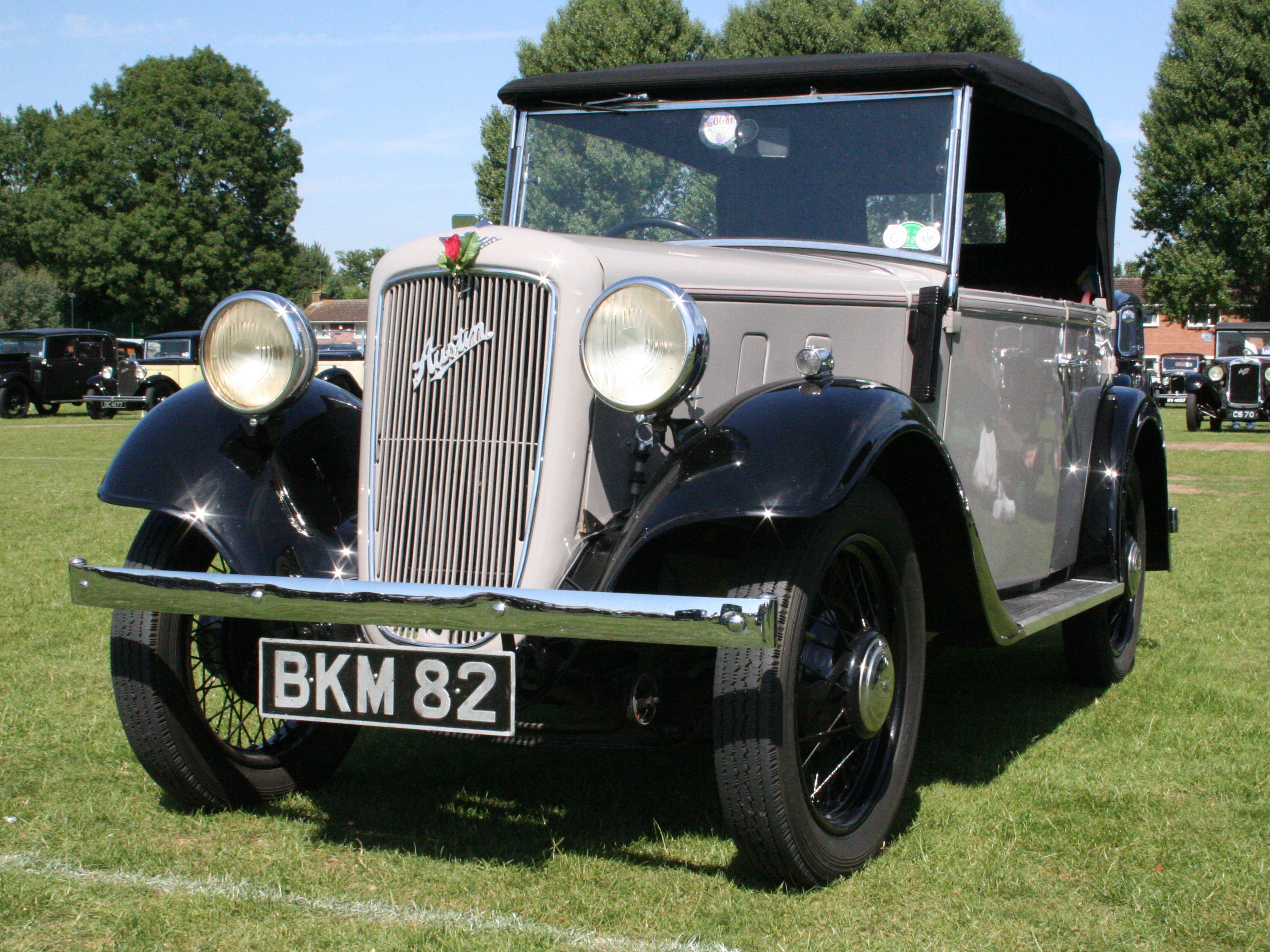
Turismo Open Road (1934)

## 6Sherborne

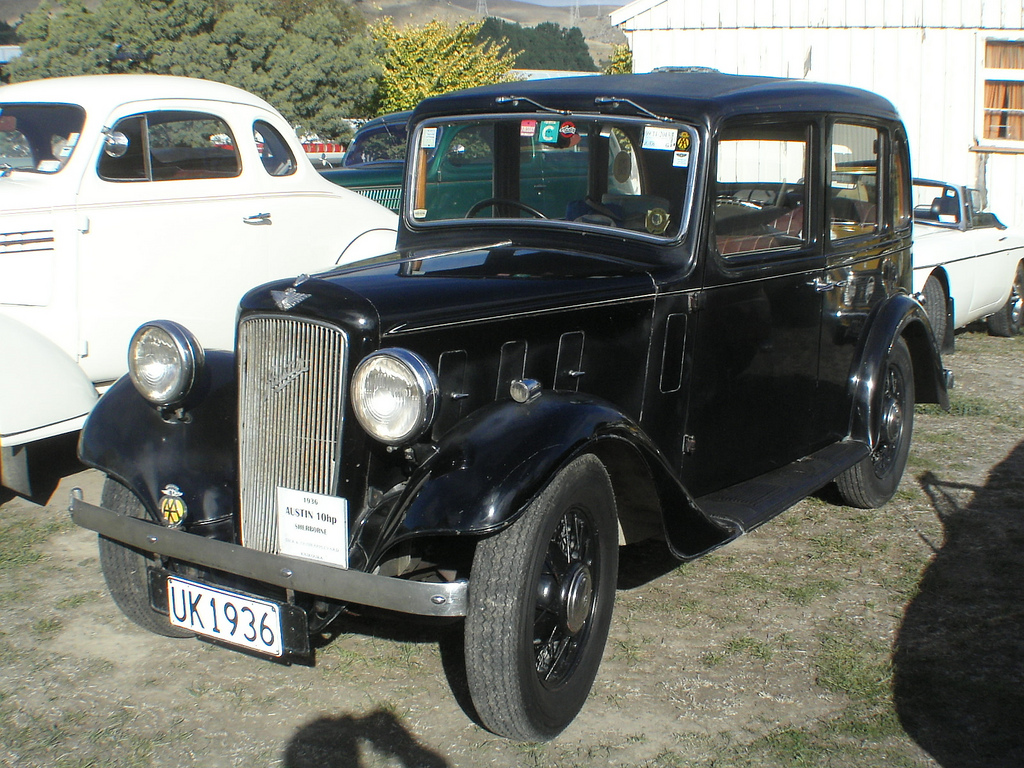
Austin de frente

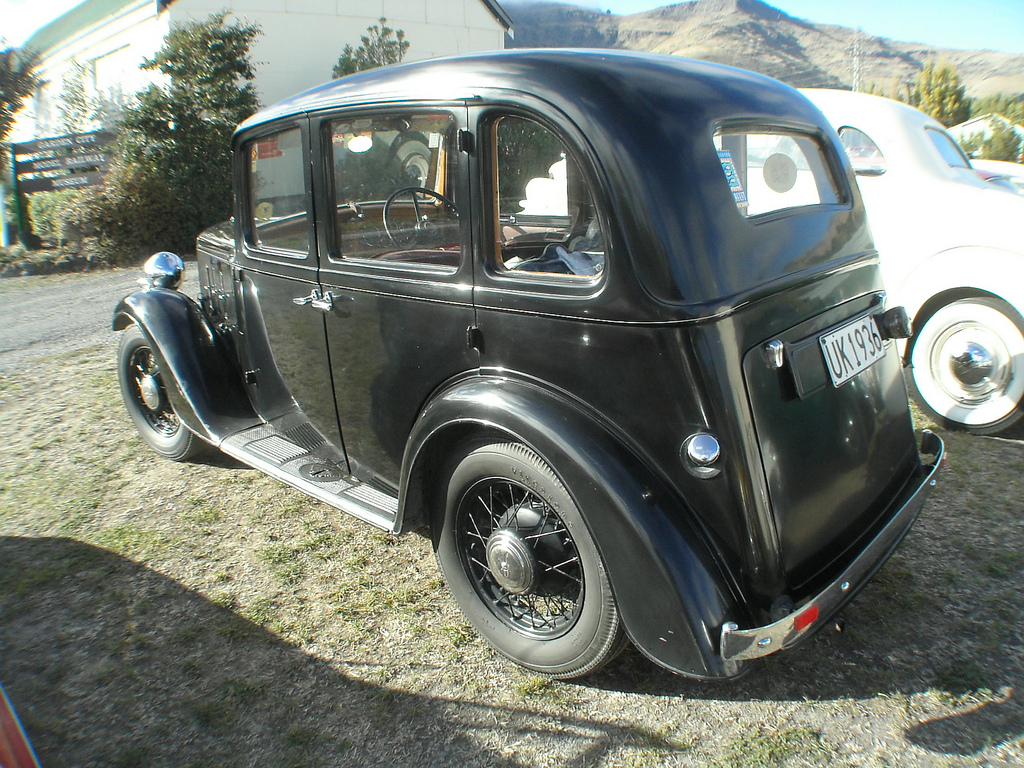
Austin desde atrás

En enero de 1936 se comercializó un nuevo 6 Sherborne (con 3 ventanas a cada lado y una luneta trasera), la línea del techo se deslizaba hasta la zona trasera sin interrupción, dándole un estilo que en su época denominaban Airline. El nuevo asiento trasero es muy profundo, ahora con reposabrazos. El nuevo Sherborne con techo fijo o deslizante, estaba valorado en £10 más que su equivalente Lichfield.
Las puertas de alante se abrían al revés, porque se consideraba más seguro. El probador que lo llevó por carretera describió el motor en el The Times como una «naturaleza constante y dura» y lo recomendó por su fiabilidad y simplicidad. El peso de este modelo estaba en torno a los 864 kg, algo más que el Lichfield de 787 kg.

## Carrocería de 1937

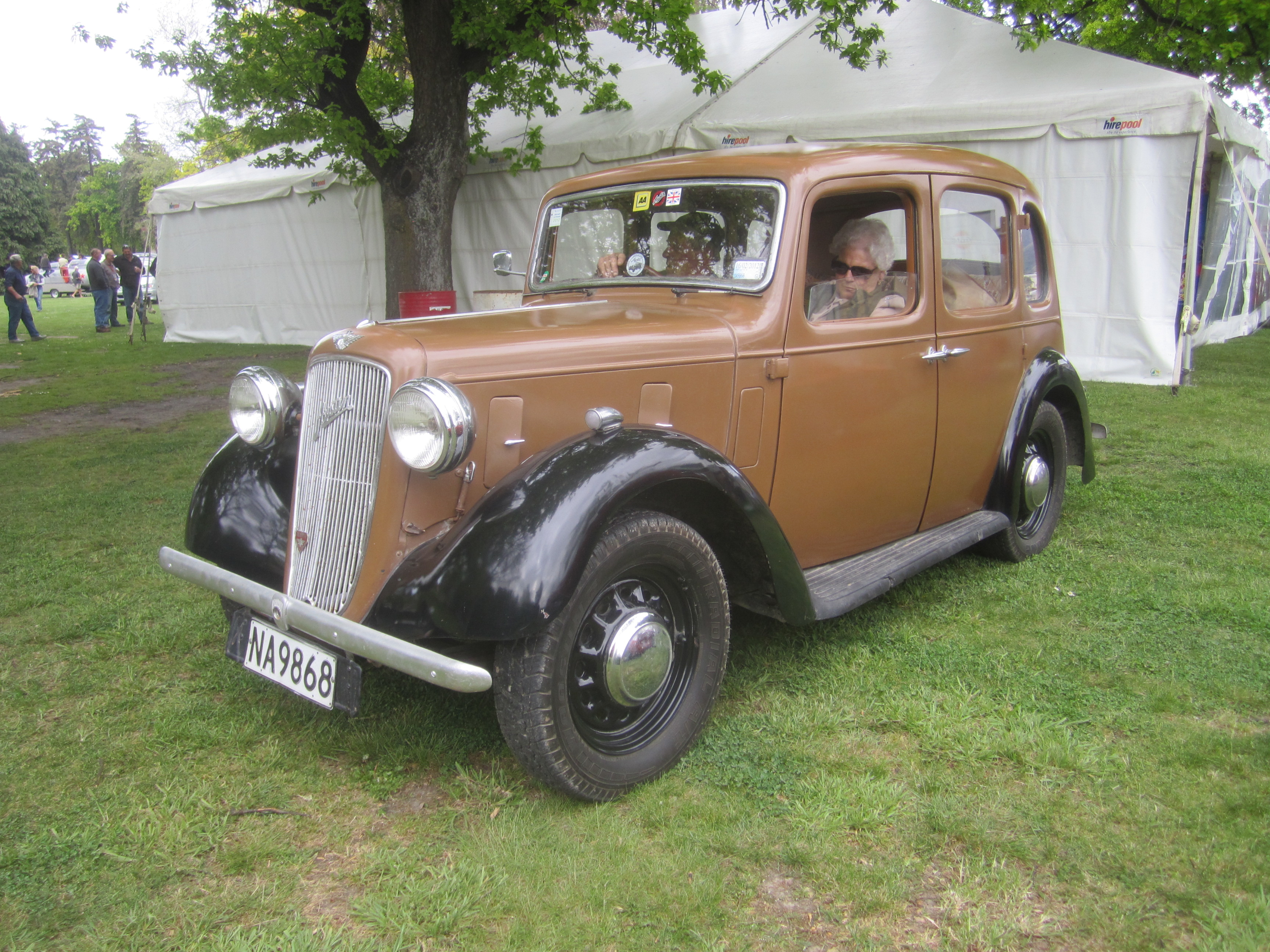
Cambridge 4 puertas sedán de 1938 en Waimate, Canterbury.

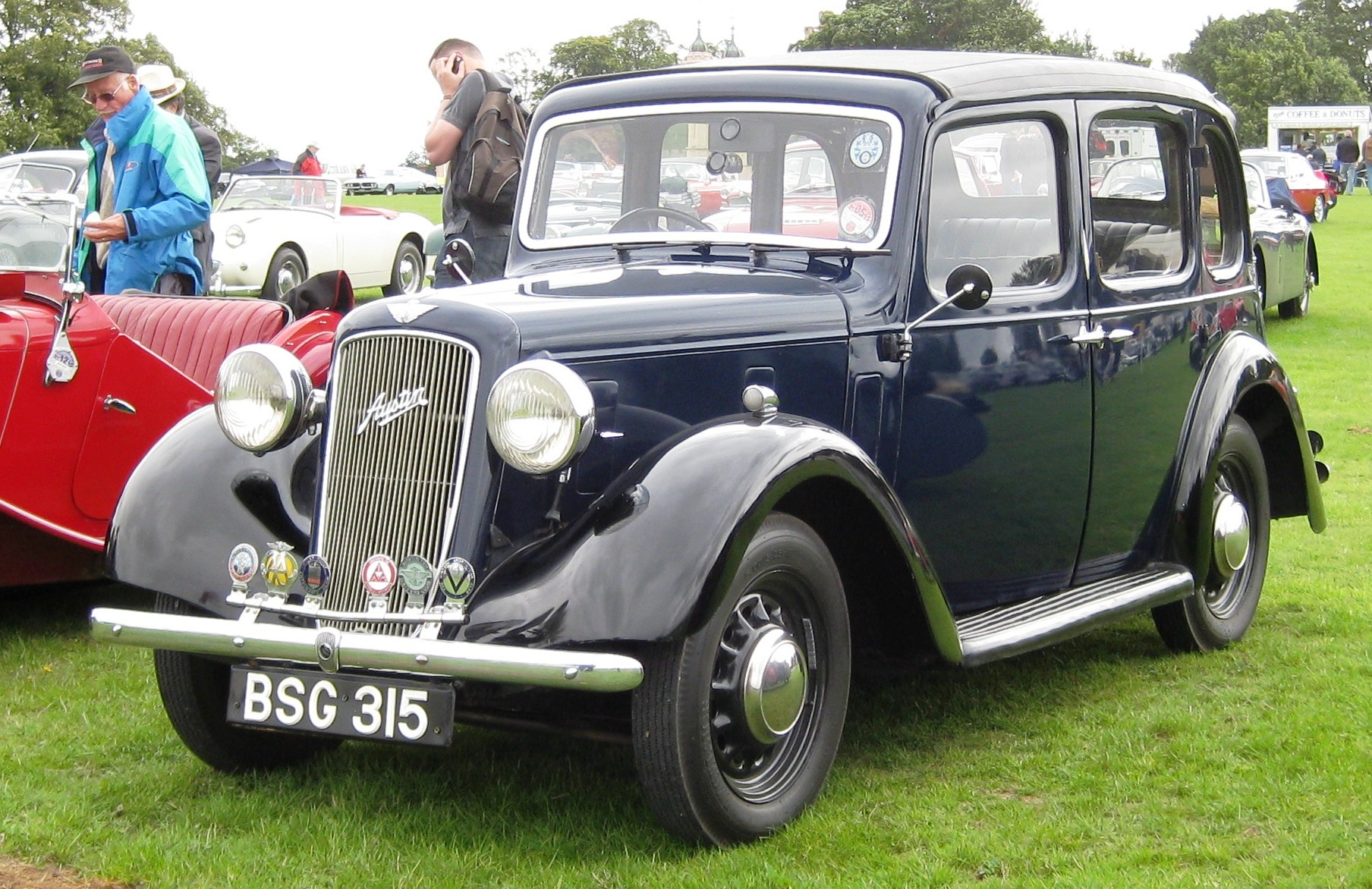
Conway cabrio 4 puertas de 1938 en Cambridgeshire.

En diciembre de 1936 se produjo un gran cambio con el sedán Cambridge y el cabrio Conway. Comparado con sus predecesores, este era mucho más adelantado, el asiento trasero estaba bastante más adelante del eje trasero. Tenía 6 ventanas laterales como el Sherborne y las puertas delanteras también se abrían de forma invertida. En la parte trasera había espacio suficiente para un maletero, donde poder transportar el equipaje.
Ahora se montaba un nuevo embrague de un solo plato. Otros cambios incluidos eran los frenos Girling. Los tambores de freno eran de 9 pulgadas de diámetro. El disco de 16 pulgadas se sustituyó por uno 18.
El ancho de vías era ahora ¾ mayor.
The Times, cuando probaron el coche, comentaron favorablemente acerca del nuevo embrague, diciendo que no había habido un Austin tan suave.
Estos cambios no se habían visto en otros coches, como el Ripley, hasta 1938 cuando el Cambridge y el Conway montaron cilindros de cabeza de aluminio, con un radio de compresión mayor.

## Construcción semiunitaria de 1940

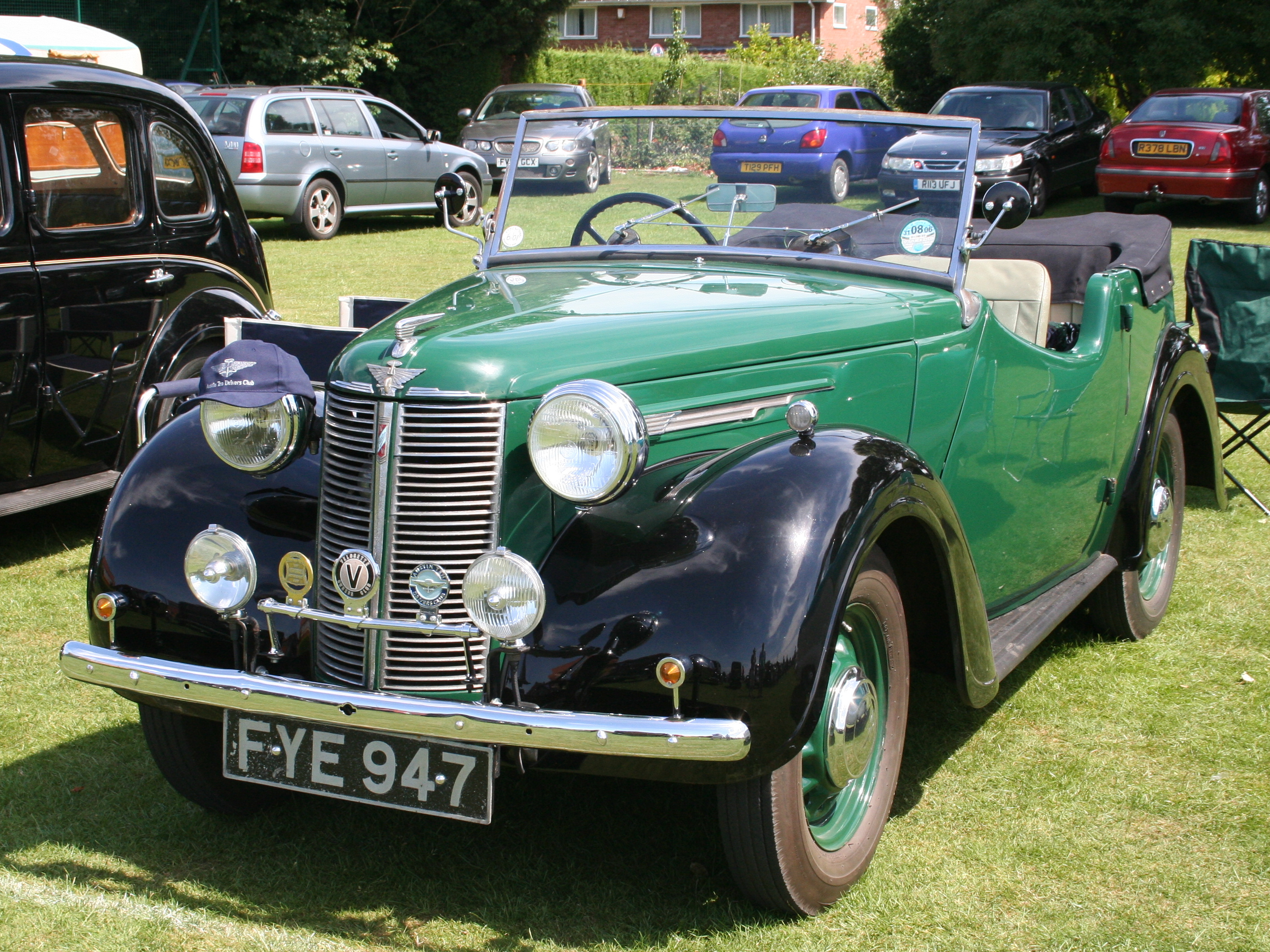
Turismo de 1939.

En 1939 se comercializó una coche virtualmente nuevo con ua carrocería que incorporaba el piso, para brindar una estructura semiunitaria. El coche fue estilizado por completo por el argentino Dick Burzi quien fichó por Austin tras estar en Lancia en 1929. Se reemplazó el estilo de apertura lateral, que quedaba anticuado y la parrilla del radiador se redondeó, aunque quedó sin versión cabriolet. Ahora estaba disponible en una versión cuatro puertas sedán con techo fijo o deslizante y en una versión deportiva de 4 plazas turismo.
El nuevo chasis consistió en una plataforma con una caja unida por unos encastres en forma de U invertida a cada lado. La carrocería iba atornillada, no soldada. Las ventanas eran de cristal resistente. La cabeza de los cilindros ahora era de aluminio y su compresión era mayor, dando hasta 32 CV a las 4 000 rpm. Los amortiguadores eran hidráulicos y de doble pistón. La red eléctrica iba a 12 voltios.
Nuevas dimensiones: ancho frontal y trasero: 1 200 mm y 1 200 mm

Altura, largo y ancho general: 1 600, 4 000 y 1 490 mm.

## Guerra

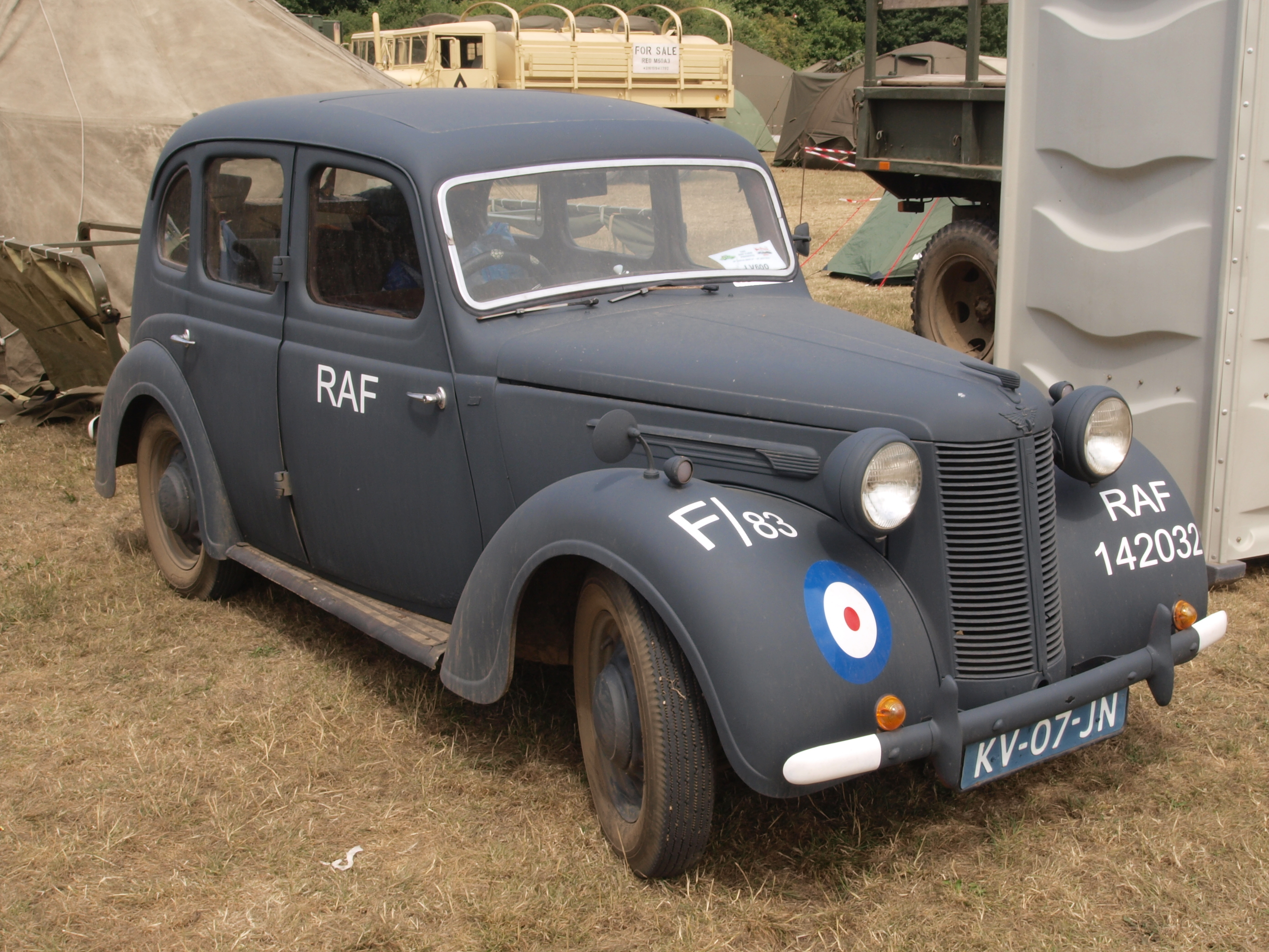
1944 de la RFB.

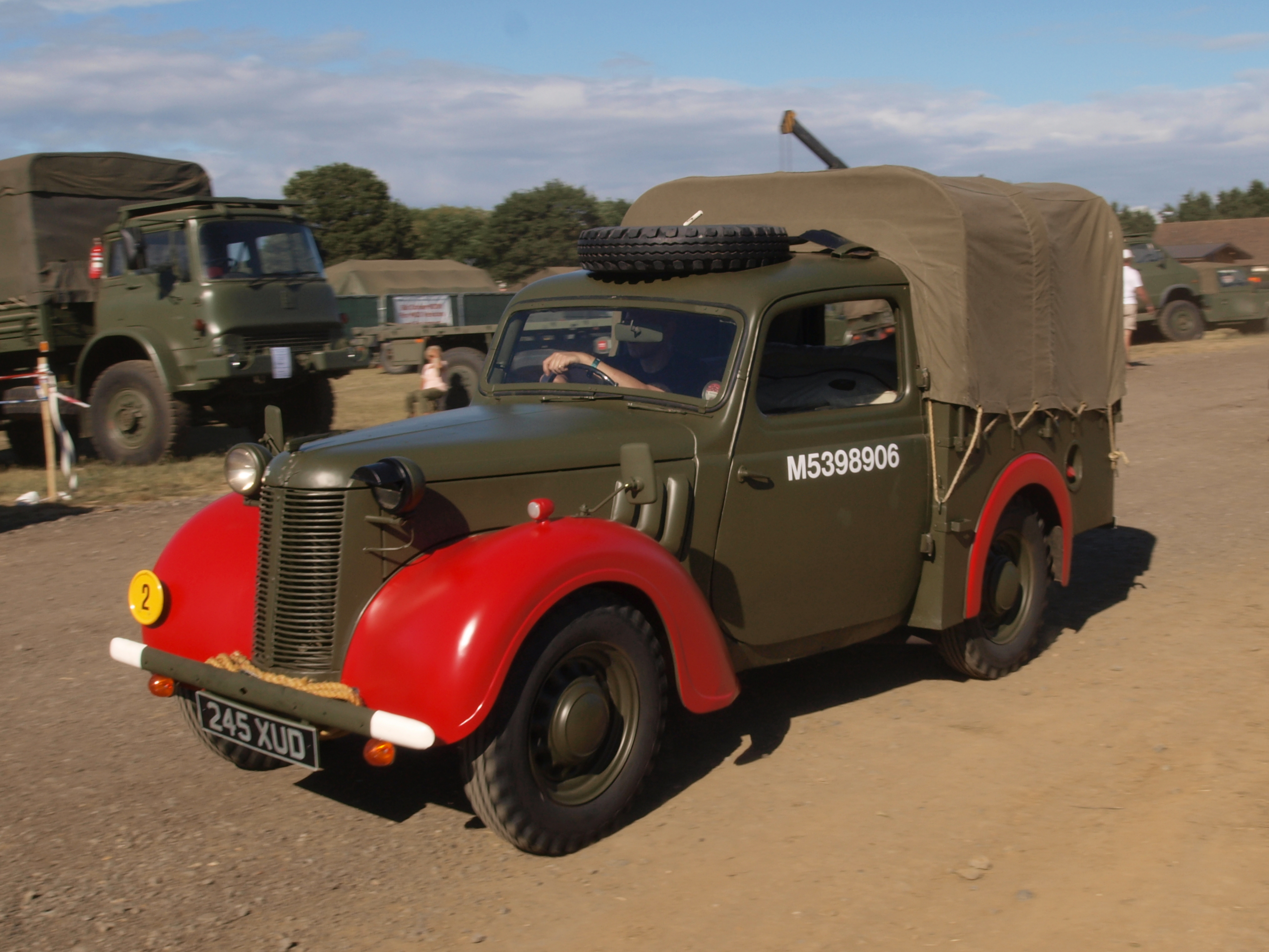
Tilly

A pesar del estallido de Segunda Guerra Mundial, la producción del Austin 10 se continuó a grandes cantidades: no había turismos, sino pickups y sedanes y furgonetas.

## Posguerra

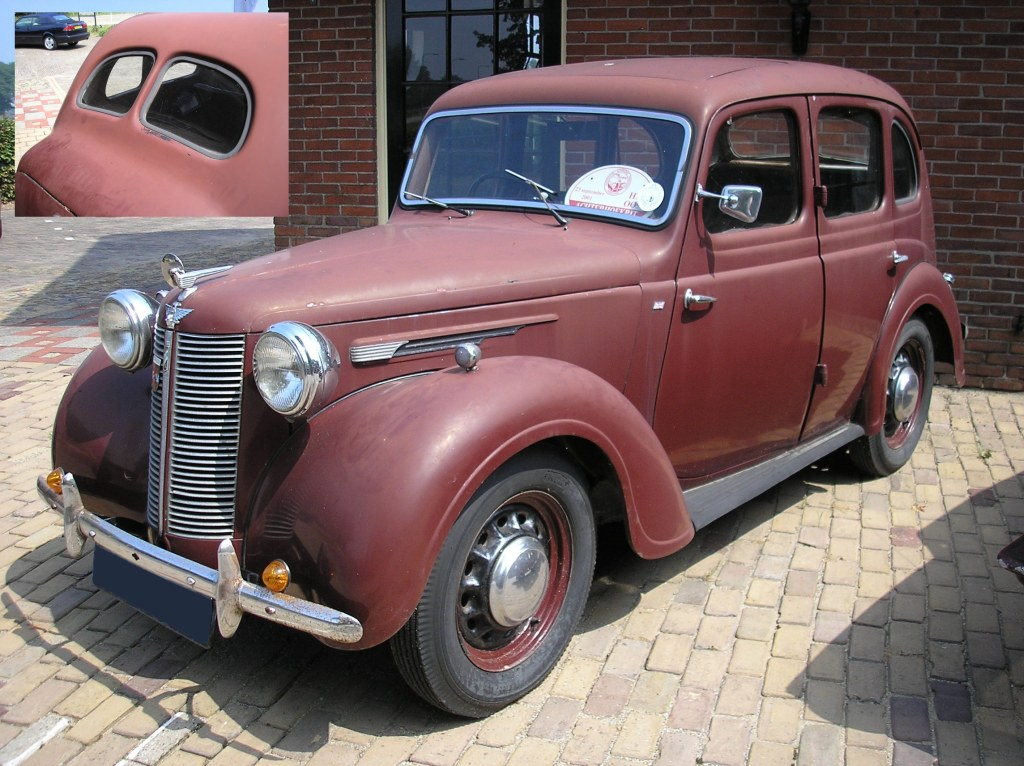
Ten GS 1 sedán 1946 en Países Bajos.

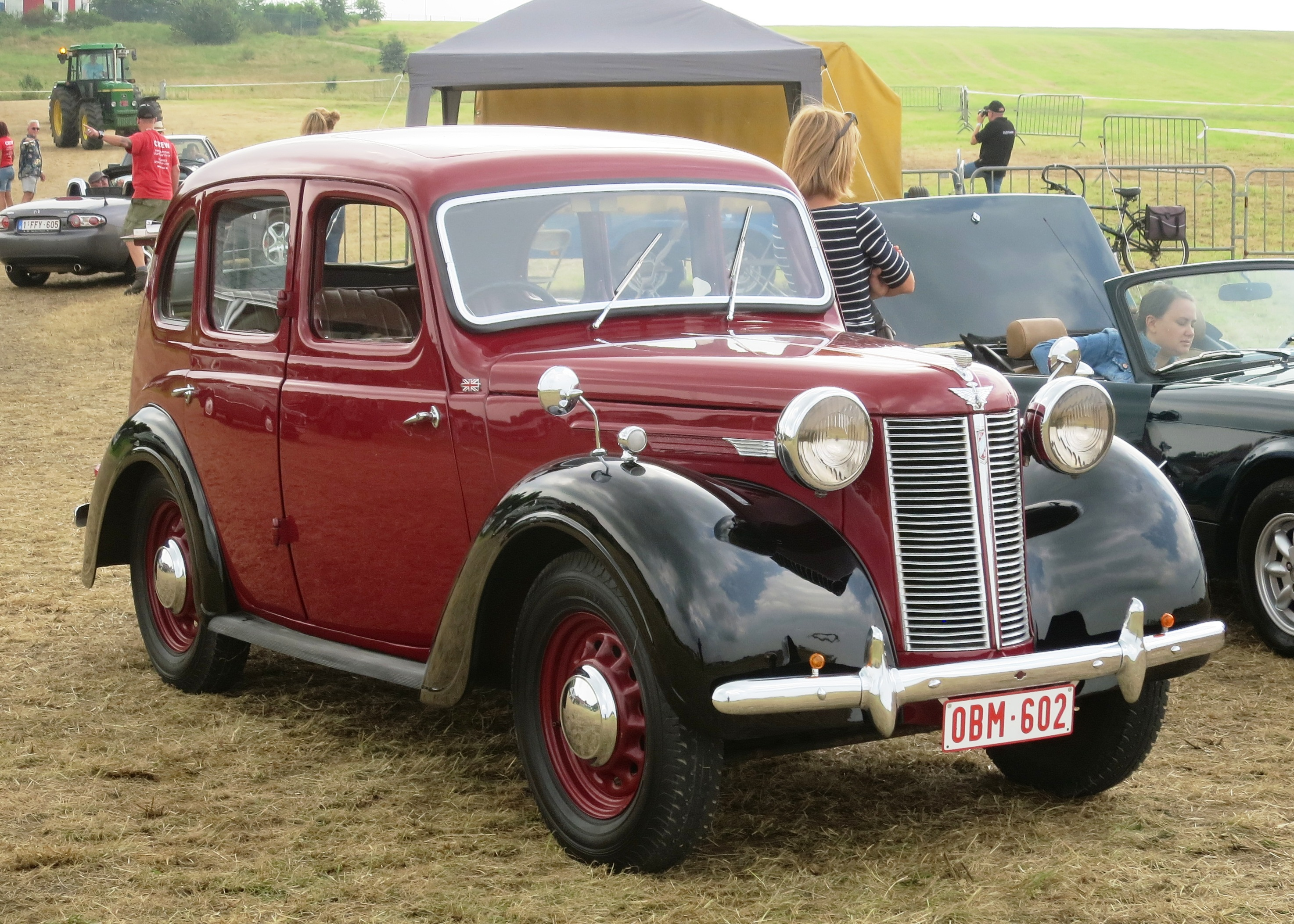
Austin 10 de la posguerra.

Al llegar la paz en 1945 se llevó a cabo un cambio inmediato en la producción civil, ya que la crisis financiera de la posguerra conllevó que los coches comenzasen a exportarse, llegando el primero a Estados Unidos en julio de 1945. En septiembre de 1945 el primer coche de pasajeros posterior a la Segunda Guerra Mundial llegó a Suiza, que fueron dos Austin 10 exportados desde Inglaterra.
El coche se siguió produciendo en su versión sedán únicamente hasta octubre de 1947, para reemplazarlo por el A40. La versión furgón reapareció tras la guerra con un motor mayor de 1237 cc.

## Operadores militares
- Ejército británico, Marina Real británica, RAF